# پیکنزویل (آلاباما)
پیکنزویل (به انگلیسی: Pickensville) شهری در شهرستان پیکنز ایالت آلاباما است که مساحت آن ۲۶٫۰۵ کیلومتر مربع است و در سرشماری سال ۲۰۱۰ میلادی، ۶۰۸ نفر جمعیت داشته و تراکم جمعیتی آن، ۲۳٫۳۴ نفر در هر کیلومتر مربع بوده است.

## نگارخانه

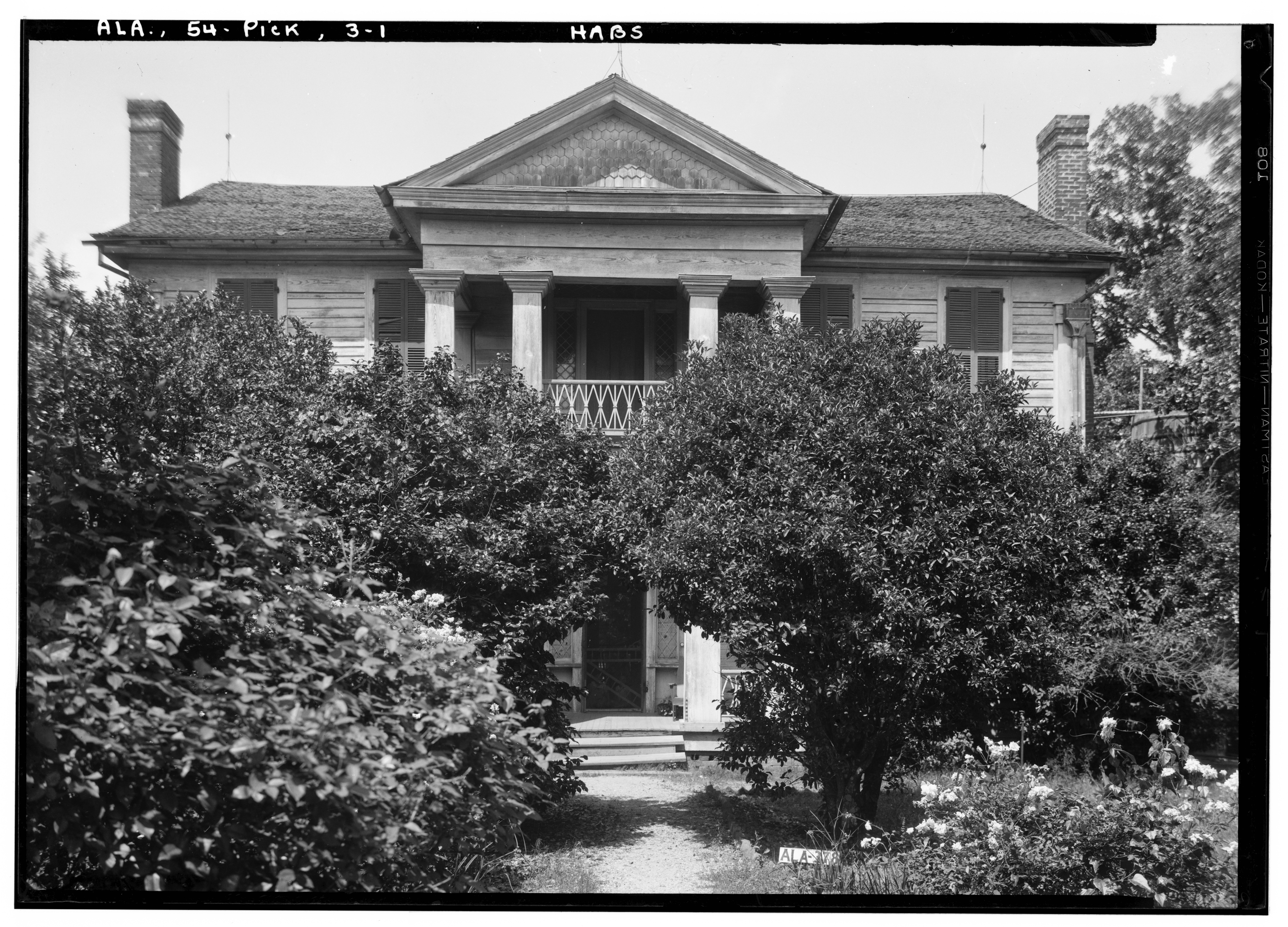
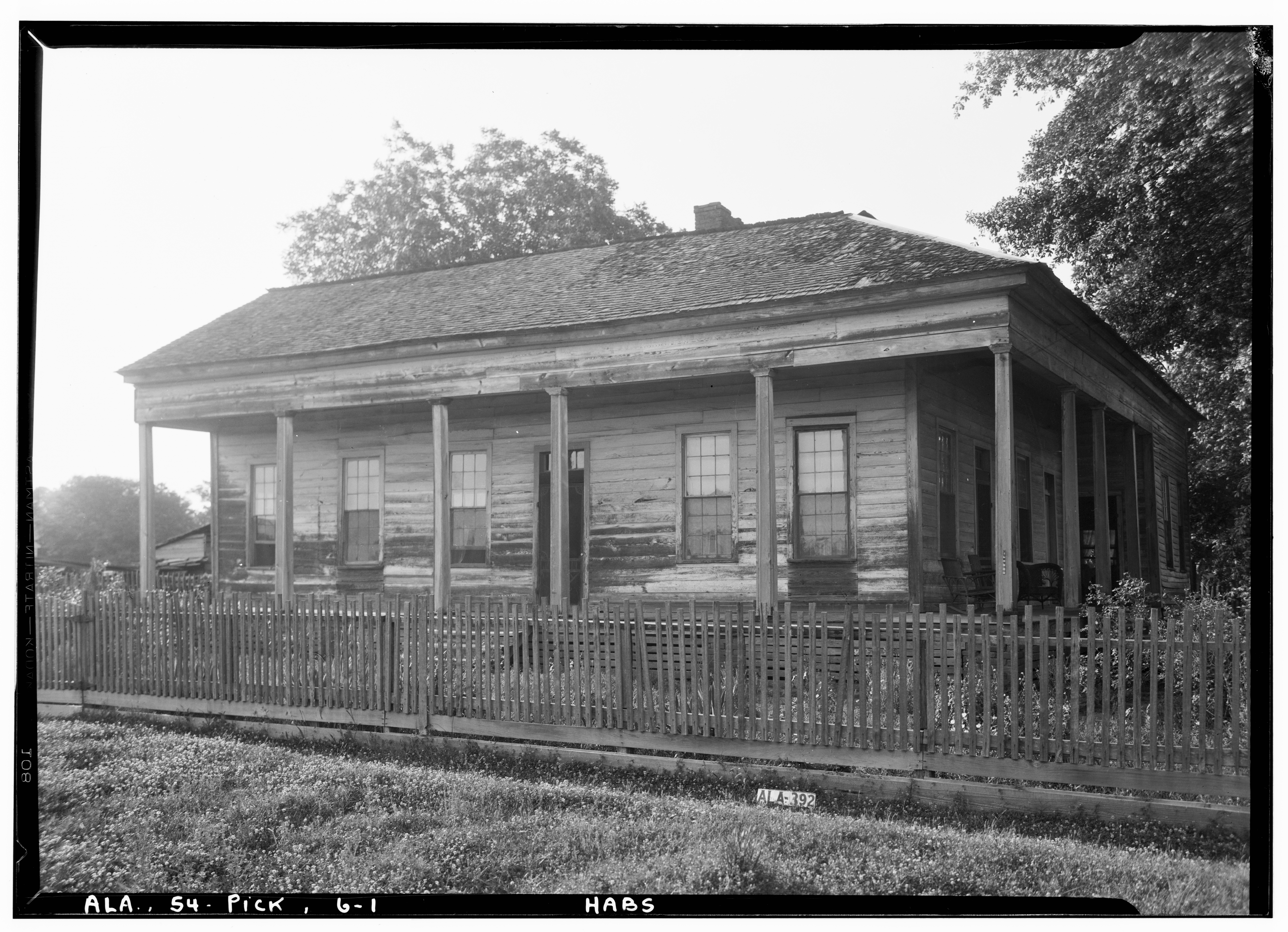
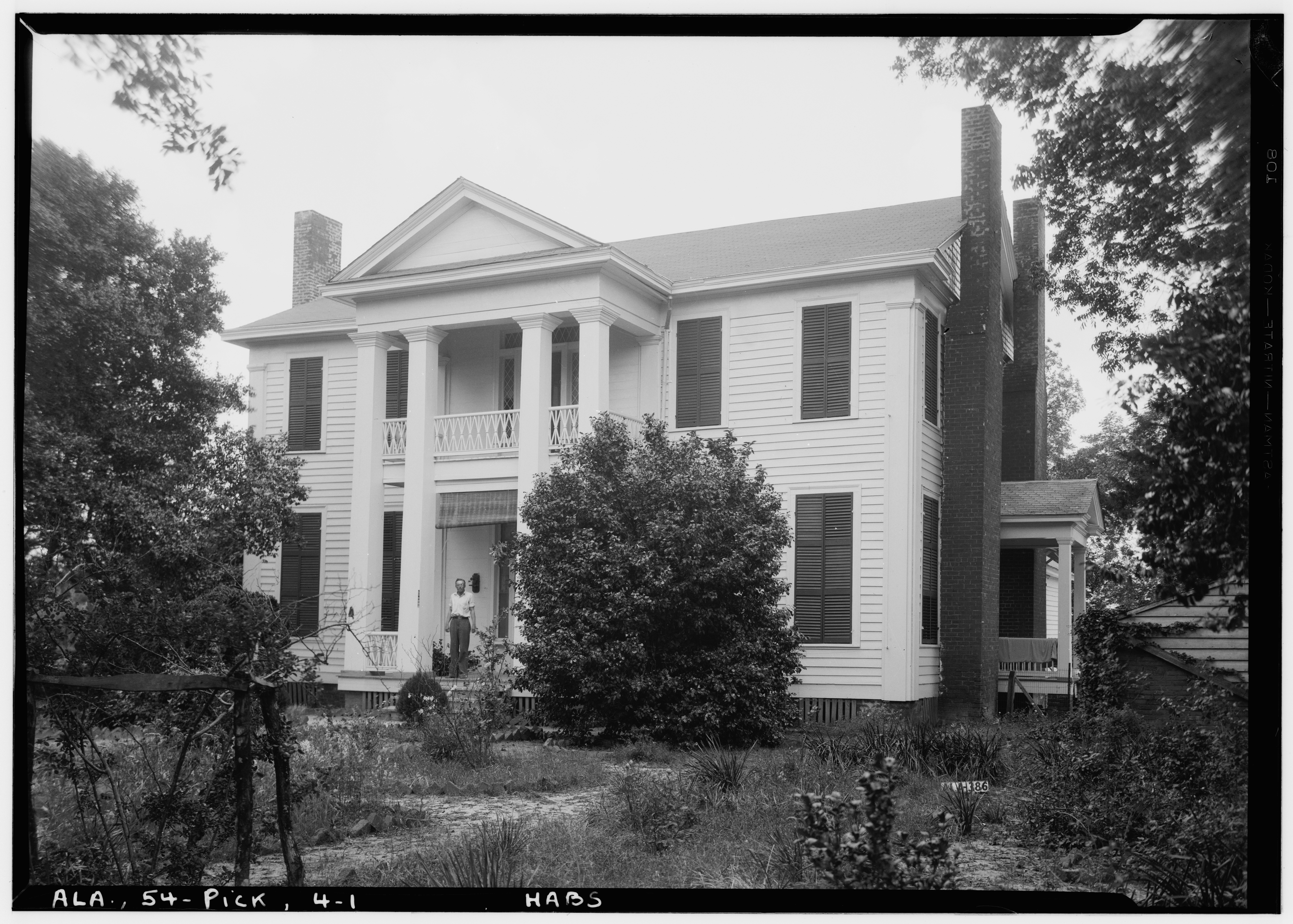
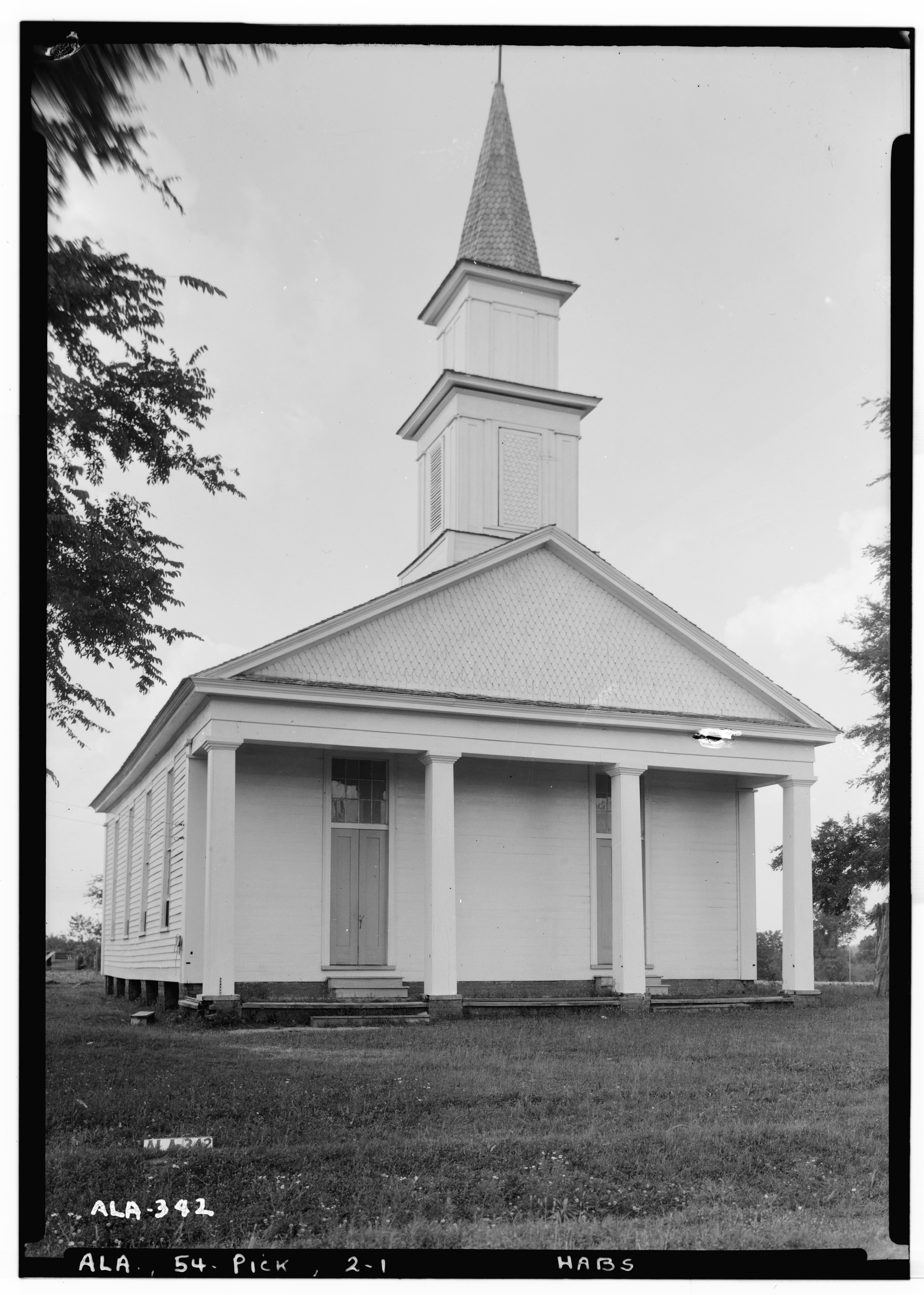
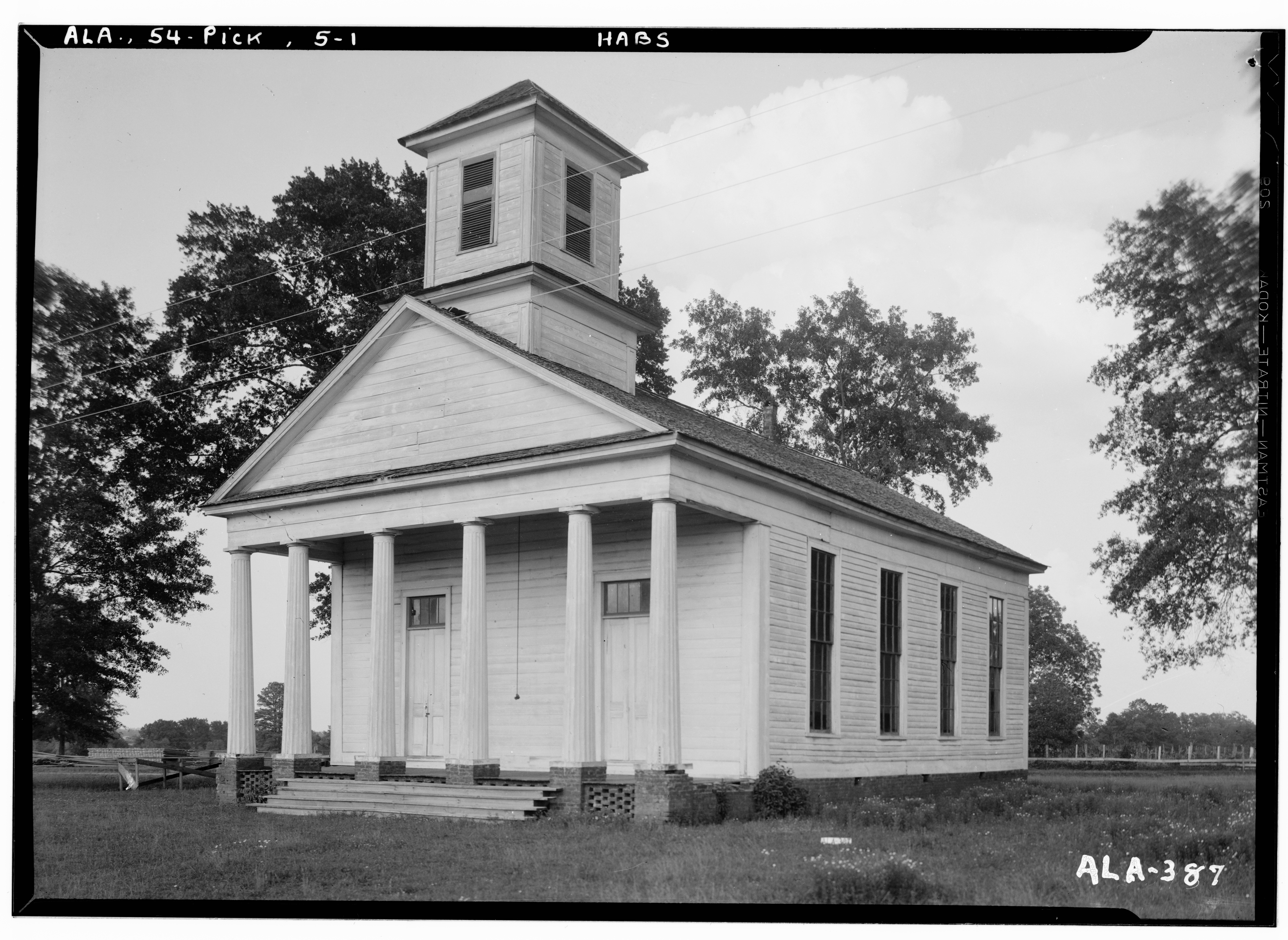